# ꭟ
Cette page contient des caractères spéciaux ou non latins. S’ils s’affichent mal (▯, ?, etc.), consultez la page d’aide Unicode.
ꭟ, appelée ꭒ en exposant, ꭒ supérieur ou lettre modificative u crochet à gauche, est un graphème utilisé dans certaines transcriptions phonétiques. Il est formé de la lettre ꭒ mise en exposant.

## Utilisation
Le ꭟ est utilisé dans la transcription phonétique Teuthonista de l’Atlas linguistique de la Suisse alémanique (Sprachatlas der deutschen Schweiz, SDS), par exemple dans la transcription de la prononciation tshɔ̄ꭟ̯t d’un des mots locaux pour Kopf  à Brienzwiler (BE 84).

## Représentations informatiques
La lettre lettre modificative u crochet gauche peut être représenté avec les caractères Unicode suivants (Latin étendu – E ) :
| formes       | représentations | chaînes de caractères | points de code | descriptions                                   | note                            |
| ------------ | --------------- | --------------------- | -------------- | ---------------------------------------------- | ------------------------------- |
| modificative | ꭟ               | ꭟ                     | U+AB5F         | lettre modificative minuscule u crochet gauche | codé pour le symbole phonétique |